# 小行星1308
小行星1308（1308 Halleria）是一颗围绕太阳公转的小行星。1931年3月12日，卡爾·威廉·萊茵姆特在海德堡发现了此天体。
該小行星以瑞士解剖學家阿爾布雷希特·馮·哈勒命名。
这颗小行星的绝对星等为174.77642等。